# 冥卫一
冥衛一，又名卡戎、夏隆及S/1978 P 1，于1978年在美國海軍天文台被發現。冥衛一是矮行星冥王星已知的五顆自然衛星中最大的一顆，其平均半徑為606公里。冥衛一是已知的第六大海王星外天體，僅次於冥王星、鬩神星、妊神星、鳥神星和共工星。
冥衛一的直徑是冥王星的一半，質量是冥王星的八分之一，與它的母星冥王星相比，冥衛一是一顆非常大的衛星，它與冥王星構成雙矮行星，其系統重心位於冥王星之外。
冥衛一北極的紅褐色極冠是由托林組成的，這是一種有機高分子，可能是構成生命的基本成分。這些托林是從冥王星大氣層中釋放的甲烷、氮和相關氣體中產生的。
新視野號探測器是唯一一個訪問過冥王星系統的探測器。2015年，新視野號接近冥衛一，最近僅27000公里。

## 發現
冥衛一是在1978年6月22日被天文學家詹姆斯·克里斯蒂以高放大率檢驗一個月前的一組冥王星的攝影底片的影像時發現的。克里斯蒂注意到有一個微小的凸起會周期性的出現。稍後，回溯到1965年4月29日底片也確認了這個凸起。

## 名稱
冥衛一原來的臨時名稱是S/1978 P 1，是根據當時大會制定的新的命名規則給予的。稍後，克里斯蒂稱之為“卡戎（Charon）”，但直到1985年國際天文聯合會才認同這個名字是官方的名稱。在希臘神話中卡戎是死者的擺渡人，與冥王黑帝斯（在羅馬神話中稱作普鲁托）在神話中是緊密聯繫在一起的神祇。
雖然在傳統的英語發音中，“Charon”中的“ch”发的是k的音，但是克里斯蒂在這顆衛星的發音上將“ch”的发音改為sh（IPA [ʃ]），因为他妻子名字Charlene中的“ch”就念sh。于是sh的發音也在天文界流行了开来，大家都使用這樣的發音，在中文中也有對應的譯音「夏龍」或「夏隆」。不过除了英語以外，其他语言依然使用原本神話的發音，唸k音。

## 形成

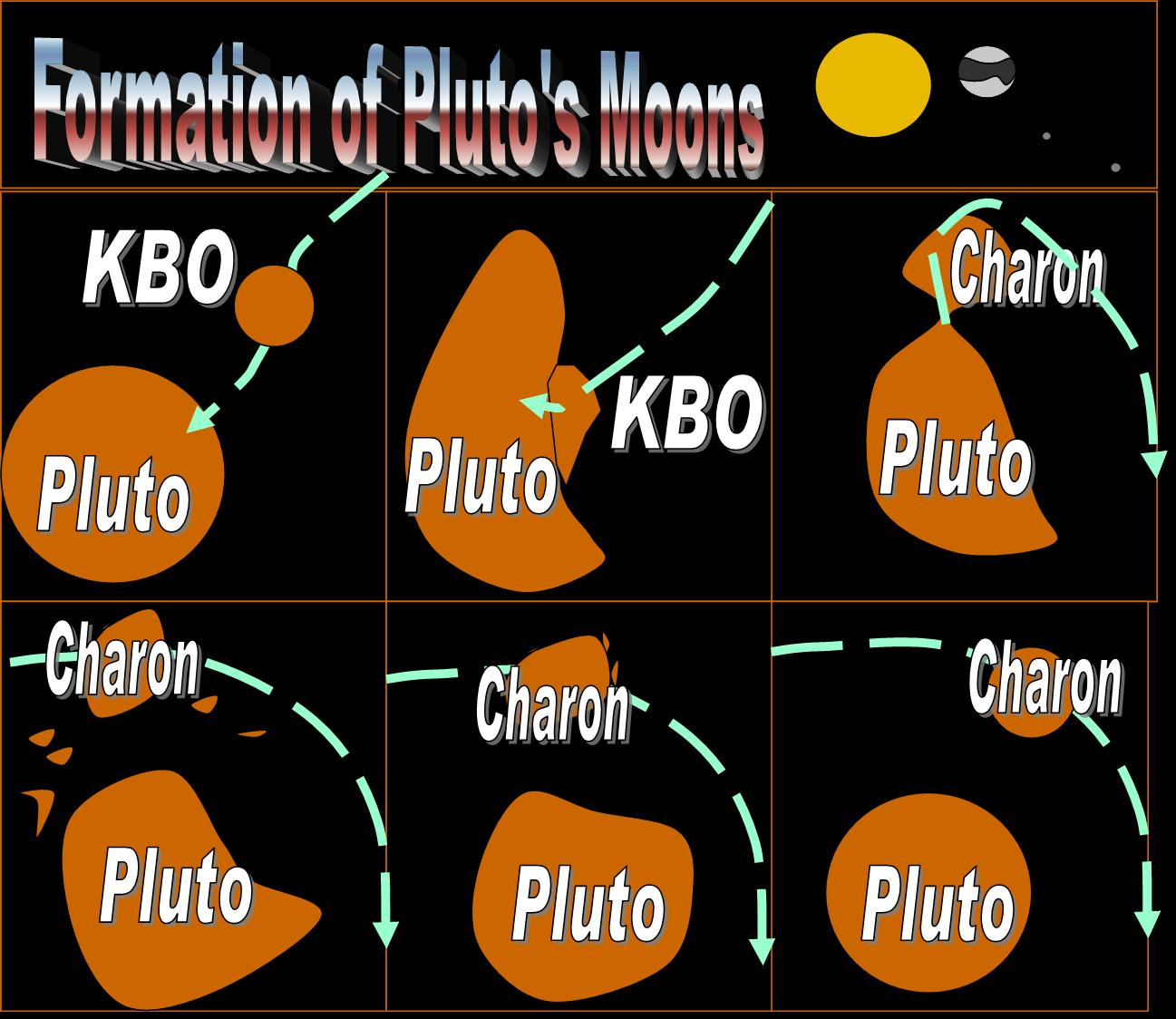
冥卫一可能的形成机制示意图

羅賓·坎二模擬的結果在2005年出版，提出冥衛一是在約45億年前的大碰撞中形成的，非常像地球和月球的狀況。在這個模型中，一個巨大的古柏帶天體以高速撞擊冥王星，摧毀了自己，也轟掉了冥王星大部分的地幔，冥衛一則從這些碎片中聚合而成。但是，這樣的撞擊應該會使冥王星有比我們發現的更多岩石成分，而冥衛一會有更多冰的成分。因此現在認為冥王星和冥衛一在軌道上碰撞之前就是兩個不同的天體，而這次碰撞雖然猛烈，但僅能將冰像甲烷一樣的蒸發掉，卻不足以造成瓦解的情形。

## 物理性質
冥衛一的直徑約為1,212公里，正好約為冥王星的一半，表面佈滿了冰凍的水冰和氨。與冥王星不同的是，冥衛一的表面看起來可能是被凍結的不易揮發的水。冥衛一表面溫度約為-230℃，密度為1.7克/立方厘米，顯示組成成分中，岩石佔了一半多，冰則比一半少一點。其表面大氣僅約為0.1毫巴左右，是地球表面大氣濃度的萬分之一，稀薄到幾近於無，現時科學家正努力研究冥衛一的表面，以確定該衛星有沒有大氣層。

## 軌道特性

該冥王星和冥衛一的斜面圖展示了冥王星圍繞著其自身外的一個點旋轉，圖中可見兩個天體間的同步自轉

冥王星与冥卫一相互旋转一周期。由新视野号于2014年7月19日到7月24日沿黄道面拍摄

冥王星和冥衛一在潮汐鎖定的狀態下，以6.387天的週期互繞，所以永遠以相同的位置遙遙相對。兩者的平均距離是19,570 公里（12,163英里）。冥衛一的發現使天文學家可以精確的測量冥王星系統的總質量，而互掩可以計算各自的大小(直徑)，但是個別的質量依然只能用估計的，直到2005年發現冥王星外圍的衛星，才依據外面衛星的軌道細節揭露出冥衛一的質量大約是冥王星的11.65%，同時也顯示密度為1.65±0.06公克/公分³，並建議有55±5%是岩石，45%是冰。冥王星的密度較高，約有70%的岩石。

## 衛星還是矮行星？
冥王星-冥卫一的質心落在這兩個天體之外，因此其中一個並不是真正繞著另一個在公轉，且二者的質量相差不遠，因此冥衛一不適合被當作冥王星的衛星。因此嚴格說來，他們應該是雙矮行星，應隨著冥王星一起重分類。
2006年8月舉行的國際天文學聯合會年會中，2006年行星重定義是一項重要議案。議案建議，行星必須環繞太陽運轉，並且有足夠大的重力使本身成為球體。議案明確定義，衛星的條件是系統的重心必須在主要的天體內部。根據這兩項定義，冥衛一有資格成為行星。但最後的重分類將冥王星歸類為矮行星，但卻沒有正式的定義行星的衛星，使冥衛一身分變得很不明確（迄今，冥衛一尚未被國際天文學聯合會列入矮行星的候選名單中）。
冥衛二、冥衛三、冥衛四和冥衛五也環繞著相同的重心，但是它們不夠大而不是球體，所以很簡單的可以認定是冥王星的衛星。或者以另類的看法，它們是冥王星-冥衛一系統的衛星。

## 圖片
- 增強顏色的冥衛一全球地圖
- 相同處理的冥王星-冥衛一色彩增強視圖
- 冥衛一的高分辨率增強彩色照片
- 按照實際比例拍攝的冥王星和冥衛一，新視野號拍攝。
- 新視野號拍攝的冥王星和冥衛一。
（2015年7月11日）
- 新視野號拍攝的冥王星和冥衛一。
（2015年7月13日）
- 新視野號所看到的夜晚冥衛一
（2015年7月17日）

## 外部連結
- Christy, J. W.; Harrington, R. S. . The Astronomical Journal. 1978-08, 83: 1005  [2021-12-06]. doi:10.1086/112284. （原始内容存档于2016-06-03）.
- Marc W. Buie, Phases of Charon as seen from Pluto, Lowell Observatory
- . 2005-09-12  [2021-12-06]. （原始内容存档于2020-12-02） （英国英语）.
- IAU Circular No. 3241  describing the discovery
- Measuring the Size of a Small, Frost World (ESO press release January 2006)
- Person, M. J.; Elliot, J. L.; Gulbis, A. A. S.; Pasachoff, J. M.; Babcock, B. A.; Souza, S. P.; Gangestad, J. . The Astronomical Journal. 2006-10, 132 (4): 1575–1580  [2021-12-06]. ISSN 0004-6256. doi:10.1086/507330. （原始内容存档于2021-12-06） （英语）.